# بريندر
بريندر (بالإنجليزية: prendeur)، مصطلح فرنسي، هو عامل يعمل كجزء من نظام التقاسم المبكر في منتصف العمر المعروف باسم "المتواطئ" (بالإنجليزية: complant)، وهو مقدمة لنظام القرف. وبموجب هذا النظام، يقوم البريندر بزراعة الأراضي التي يملكها الحاجب. في مقابل استخدام أرض الحائل، وعد البريندر بحصة من المحصول أو إيراداته. وتختلف مدة هذه الشراكة وتمتد في بعض الأحيان عبر الأجيال.